# Shin Meiwa PS-1
Shin Meiwa PS-1 – japońska patrolowa łódź latająca-amfibia przeznaczona do zwalczania okrętów podwodnych i ratownictwa morskiego.

## Historia
Na początku lat 60. XX w. dowództwo Japońskich Sił Samoobrony zamówiło w wytwórni lotniczej Shin Meiwa, która specjalizuje się w budowie wodnosamolotów, wodnosamolot patrolowy mogący wykrywać i zwalczać okręty podwodne oraz wykonywać zadania ratownicze na morzu.
Tak zaprojektowany samolot został oznaczony jako 'SS-2 i oblatano go w dniu 5 października 1967 r. Ponieważ spełniał on wymagania lotnictwa japońskiego, otrzymał oznaczenie wojskowe Shin Meiwa PS-1 i został wprowadzony do produkcji seryjnej, którą rozpoczęto w 1969 r. Wyprodukowano łącznie tylko 23 samoloty tego typu.
Jednocześnie rozpoczęto pracę nad budową wersji pasażerskiej wodnosamolotu, który mógł zabierać na pokład 69 pasażerów. Tak opracowany samolot został oblatany w dniu 15 października 1974 r., a jego produkcję seryjną rozpoczęto w 1975 r. pod oznaczeniem US-1 Shin-Meiwa. Wyprodukowano tylko 10 samolotów tego typu.
Tą ostatnią wersję zmodyfikowano, opracowując wersję oznaczoną jako US-1A a później wersję US-1A Kai. Oblot prototypu tego samolotu odbył się 18 grudnia 2003 r. Ta ostatnia wersja spełnia wymagania STOL.

## Służba w lotnictwie
Wodnosamoloty Shin Meiwa PS-1 weszły w skład kilku dywizjonów japońskiego lotnictwa morskiego, gdzie wykonywały loty patrolowe i ratownicze. Z uwagi jednak na wysokie koszty ich eksploatacji, koszt części zamiennych i niewielką ich liczbę zaczęto w 1989 r. wycofywać z jednostek lotniczych.
W chwili obecnej na wyposażeniu lotnictwa japońskiego znajdują się jeszcze samoloty US-1 Shin-Meiwa, lecz do roku 2007 mają być również wycofane z jednostek. Planowane jest zastąpienie ich samolotami w wersji US-1 Kai.
W czasie swojej służby samoloty te uczestniczyły w 500 akcjach ratowniczych, w trakcie których uratowano 550 osób.

## Opis konstrukcji
Wodnosamolot Shin Meiwa PS-1 to czterosilnikowa łódź latająca-amfibia w układzie górnopłatu o konstrukcji całkowicie metalowej. Przystosowano do wykrywania i zwalczania okrętów podwodnych oraz zadań ratownictwa morskiego.
Wodnosamolot można było wyposażyć w zbiornik o pojemności 8100 litrów i mógł pełnić funkcję tzw. bombowca wodnego do zwalczania pożarów.
Wersja pasażerska US-1 posiada kabinę pasażerską do przewozu 69 pasażerów.

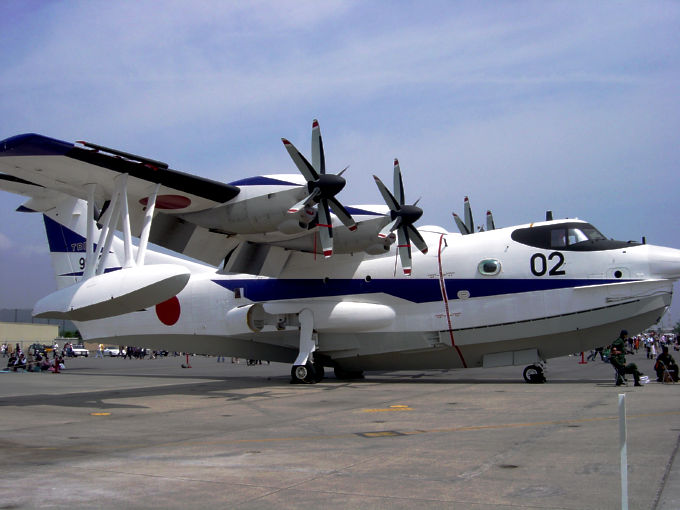
Wodnosamolot US-1A Kai